# Smugacz

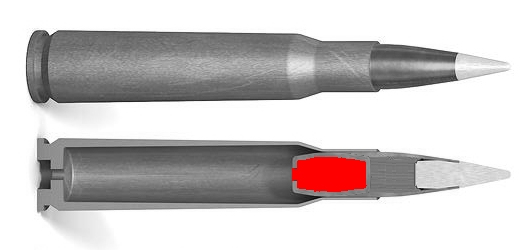
Pocisk smugowy, na czerwono zaznaczono smugacz

Smugacz – element pocisku, którego celem jest wytworzenie ciągnącej się za pociskiem smugi ognia (w przypadku pocisków świetlnych) lub dymu (w przypadku pocisków smugowych).
Smugacz może być częścią zapalnika dennego lub odrębnym zespołem. Smugacze pocisków strzeleckich i artyleryjskich są zapalane przez gazy prochowe w przewodzie lufy. Smugacze pocisków rakietowych są najczęściej zapalane elektrycznie podczas startu.
Zastosowanie pocisków wyposażonych w smugacze umożliwia śledzenie toru lotu pocisków. Pociski wyposażone w smugacze są stosowane do wstrzeliwania się i wskazywania celów. 
Odmianą smugacza jest gazogenerator. Jest to rodzaj smugacza stosowanego w pociskach artyleryjskich. Wytworzone w tym urządzeniu gazy redukują opór denny pocisku, dzięki czemu zwiększa się ich donośność (za cenę niewielkiego zwiększenia rozrzutu).